# Nonstop! (álbum de James Brown)
Nonstop! é o 54º álbum de estúdio do músico americano James Brown. O álbum foi lançado em abril de 1981 pela Polydor Records.

## Faixas
| N.º | Título                       | Duração |  |
| 1.  | "Popcorn 80's"               | 3:43    |  |
| 2.  | "Give That Bass Player Some" | 6:29    |  |
| 3.  | "You're My Only Love"        | 4:58    |  |
| 4.  | "World Cycle Inc."           | 3:03    |  |
| 5.  | "Super Bull / Super Bad"     | 6:58    |  |
| 6.  | "Love 80's"                  | 9:58    |  |
| 7.  | "I Go Crazy"                 | 3:35    |  |